# Caroline Catz
Caroline Catz de naixement Caroline Caplan (Manchester, 19 d'octubre de 1969) és una actriu anglesa de cinema, televisió i teatre. És més coneguda per interpretar el paper de la Louisa Glasson a la sèrie de comèdia i drama d'ITV El doctor Martin, emesa per TV3 l'estiu de 2024.

## Filmografia

### Cinema
- 2012. I, Anna
- 2016. ChickLit
- 2018. In Fabric

### Televisió
- 1991. The Upper Hand (episodi: Older Than Springtime)
- 1992. The Guilty
- 1994. Peak Practice (episodi: Act of Remembrance)
- 1994. The Curious
- 1994–97. All Quiet on the Preston Front
- 1995. Moving Story (episodi: Canterbury Tales)
- 1996. Look Me In The Eye
- 1996. The Merchant of Venice
- 1996. Litter (curtmetratge)
- 1996. China (curtmetratge)
- 1998–2000. The Bill (sèrie)
- 1999–2003. The Vice (sèrie)
- 2003. Real Men (sèrie)
- 2004. In Denial of Murder[1]
- 2004. Girl Afraid (curtmetatge)
- 2004–05. Murder in Suburbia (sèrie)
- 2004–22. El doctor Martin (sèrie)
- 2008–09. Single-Handed (sèrie)
- 2009. A Postcard from Brighton (curtmetratge)
- 2009. Radio Mania: An Abandoned Work (curtmetratge)
- 2009. Hotel Babylon (temporada 4, episodis 1 i 2)
- 2010. Agatha Christie's Marple (temporada 5, episodi The Blue Geranium)
- 2010. Conversations with My Wife
- 2012–2016. DCI Banks[2] (sèrie)
- 2014. A Message to the World...Whatever Happened to Jesse Hector? (directora)
- 2014. Ebola – The Search for a Cure
- 2015. Valentine's Kiss (temporada 1, episodis 1 i 2)
- 2016. I Want My Wife Back (sèrie)
- 2017. Cupidity
- 2018. Britain's Biggest Warship (veu)
- 2020. McDonald & Dodds (temporada 1, episodi 1)
- 2020. Delia Derbyshire: The Myths and Legendary Tapes[3]
- 2020. Cuba: Castro vs the World (veu)
- 2021. The Canterville Ghost (sèrie)
- 2022. Adeu, Doc Martin
- 2023. A Small Light (sèrie)

## Ràdio
Va protagonitzar Déjà Vu, una obra de ràdio emesa per la BBC Radio 4 el 4 de febrer de 2009.

## Teatre
El novembre de 2008, va interpretar el paper d'Anna, la fabricant de titelles, a la producció escènica On Emotion. Anteriorment havia aparegut el 1997 a la producció Shopping and Fucking de Mark Ravenhill a l'Out of Joint/Royal Court Theatre, que va generar controvèrsia pel fet que la mateixa Catz va aparèixer en topless en una de les escenes. No obstant això, la crítica va elogiar-ne la seva actuació.
El 2012, va interpretar el paper de Marlene a l'obra Top Girls de Caryl Churchill dirigida per Max Stafford-Clark. El 2018, Catz va participar en Curtains al Rose Theatre Kingston. Altres participacions inclouen Haunted (West End), The Recruiting Officer (Chichester Festival Theatre), Dogs Barking (Bush Theatre) i Six Degrees of Separation al Royal Court Theatre.